# Mauritius i olympiska sommarspelen 2008
Mauritius i olympiska sommarspelen 2008 bestod av 12 idrottare som blivit uttagna av Mauritius olympiska kommitté. Bruno Julie tog Mauritius första medalj någonsin sedan landet började tävla i olympiska sommarspelen 1984, och detta i boxningsklassen bantamvikt.

## Badminton
- Huvudartikel: Badminton vid olympiska sommarspelen 2008
- Damer

| Namn                  | Gren | 32-delsfinal                             | 16-delsfinal     | 8-delsfinal      | Kvartsfinal      | Semifinal        | Final    | Final |
| Namn                  | Gren | Resultat                                 | Resultat         | Resultat         | Resultat         | Resultat         | Resultat | Plats |
| --------------------- | ---- | ---------------------------------------- | ---------------- | ---------------- | ---------------- | ---------------- | -------- | ----- |
| Karen Foo Kune Singel | bye  | 10 augusti 2008 Lu Lan (CHN) Förlust 0-2 | Gick inte vidare | Gick inte vidare | Gick inte vidare | Gick inte vidare | n/a      |       |

## Boxning
- Huvudartikel: Boxning vid olympiska sommarspelen 2008

| Tävlande       | Viktklass       | Sextondelsfinal                                        | Åttondelsfinal                                       | Kvartsfinal                                        | Semifinal                                      | Final                |
| Tävlande       | Viktklass       | Motståndare Resultat                                   | Motståndare Resultat                                 | Motståndare Resultat                               | Motståndare Resultat                           | Motståndare Resultat |
| -------------- | --------------- | ------------------------------------------------------ | ---------------------------------------------------- | -------------------------------------------------- | ---------------------------------------------- | -------------------- |
| Bruno Julie    | Bantamvikt      | 12 augusti 2008 Emanuel Thabiso Nketu (LES) Vinst 17-8 | 15 augusti 2008 Khurshid Tadjibayev (UZB) Vinst 16-4 | 18 augusti 2008 Héctor Manzanilla (VEN) Vinst 13-9 | 22 augusti 2008 Yankiel León (CUB) Förlust 5-7 | Gick inte vidare     |
| Richarno Colin | Lätt weltervikt | 10 augusti 2008 Myke Carvalho (BRA) Vinst 15-11        | 14 augusti 2008 Gennady Kovalev (RUS) Förlust 2-11   | Gick inte vidare                                   | Gick inte vidare                               | Gick inte vidare     |

- Bruno Julie tog Mauritius första medalj någonsin sedan landet började tävla i olympiska sommarspelen 1984.

## Bågskytte
- Huvudartikel: Bågskytte vid olympiska sommarspelen 2008
- Damer

| Namn                   | Gren         | Rankingrunda | Rankingrunda | 32-delsfinal                                               | 16-delsfinal     | 8-delsfinal      | Kvartsfinal      | Semifinal        | Final            | Final |
| Namn                   | Gren         | Poäng        | Seed         | Resultat                                                   | Resultat         | Resultat         | Resultat         | Resultat         | Resultat         | Plats |
| ---------------------- | ------------ | ------------ | ------------ | ---------------------------------------------------------- | ---------------- | ---------------- | ---------------- | ---------------- | ---------------- | ----- |
| Veronique D'Unienville | Individuellt | 605          | 53           | 8 augusti 2008 Aida Roman (MEX) (12:e Seed) Förlust 97-108 | Gick inte vidare | Gick inte vidare | Gick inte vidare | Gick inte vidare | Gick inte vidare | 58    |

## Cykling
- Huvudartikel: Cykling vid olympiska sommarspelen 2008

### Landsväg
Damer
| Cyklist           | Gren      | Tid     | Placering |
| ----------------- | --------- | ------- | --------- |
| Aurelie Halbwachs | Linjelopp | 3:52:11 | 62 (sist) |

## Friidrott
- Huvudartikel: Friidrott vid olympiska sommarspelen 2008

Förkortningar
- Noteringar – Placeringarna avser endast löparens eget heat
- Q = Kvalificerad till nästa omgång
- q = Kvalificerade sig till nästa omgång som den snabbaste idrottaren eller, i fältgrenarna, via placering utan att uppnå kvalgränsen.
- NR = Nationellt rekord
- N/A = Omgången ingick inte i grenen
- Bye = Idrottaren behövde inte delta i denna omgång

Herrar
Bana och landsväg
| Idrottare        | Gren  | Heat     | Heat      | Kvartsfinal | Kvartsfinal | Semifinal        | Semifinal        | Final            | Final            |
| Idrottare        | Gren  | Resultat | Placering | Resultat    | Placering   | Resultat         | Placering        | Resultat         | Placering        |
| ---------------- | ----- | -------- | --------- | ----------- | ----------- | ---------------- | ---------------- | ---------------- | ---------------- |
| Stephan Buckland | 200 m | 20.98    | 3 Q       | 20.37 SB    | 5 q         | 20.48            | 6                | Gick inte vidare | Gick inte vidare |
| Eric Milazar     | 400 m | 46.06    | 7         | i.u.        | i.u.        | Gick inte vidare | Gick inte vidare | Gick inte vidare | Gick inte vidare |

Fältgrenar
| Idrottare        | Gren      | Kval    | Kval      | Final            | Final            |
| Idrottare        | Gren      | Distans | Placering | Distans          | Placering        |
| ---------------- | --------- | ------- | --------- | ---------------- | ---------------- |
| Arnaud Casquette | Längdhopp | DNS     | DNS       | Gick inte vidare | Gick inte vidare |

Damer
Bana & landsväg
| Idrottare        | Gren  | Heat     | Heat      | Semifinal        | Semifinal        | Final            | Final            |
| Idrottare        | Gren  | Resultat | Placering | Resultat         | Placering        | Resultat         | Placering        |
| ---------------- | ----- | -------- | --------- | ---------------- | ---------------- | ---------------- | ---------------- |
| Annabelle Lascar | 400 m | 2:06.11  | 5         | Gick inte vidare | Gick inte vidare | Gick inte vidare | Gick inte vidare |

## Simning
- Huvudartikel: Simning vid olympiska sommarspelen 2008

## Tyngdlyftning
- Huvudartikel: Tyngdlyftning vid olympiska sommarspelen 2008